# ネオ・シティ・ポップ
ネオ・シティ・ポップは、2010年代頃に発生した日本で流行している音楽。また、そのアーティストや、そのファンの呼称。これらのアーティストや楽曲群。
シティ・ポップをリバイバルし新しい時代のシティポップ（ネオシティポップ）として再構築した音楽の流行とされる。
ネオ・シティ・ポップは従来の1970年代後半から1980年代に流行したシティポップ的曲調に加えアシッドジャズ、UKソウル（ブリティッシュソウル）、トリップ・ホップ、アブストラクト・ヒップホップ等の要素があると言われている。

## 主なバンドやアーティスト
- Awesome City Club[4]
- Nulbarich[5]
- Lucky Kilimanjaro
- LUCKY TAPES
- Suchmos
- Vaundy[6]
- Yogee New Waves[7]